# Johan Ernst Gunnerus

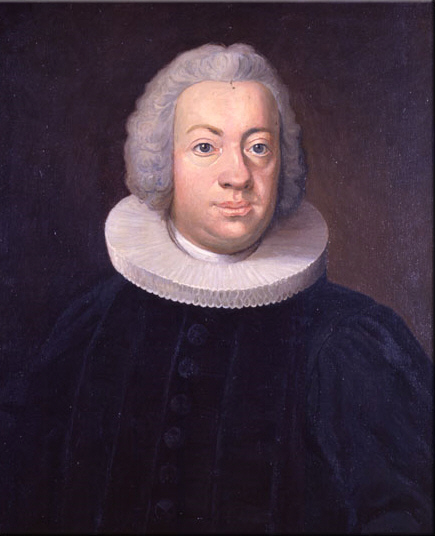
Johan Ernst Gunnerus

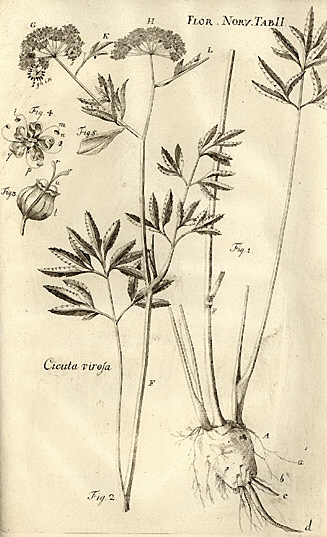
Flora Norvegica, Teil 1, Tafel 2: Cicuta virosa (Wasserschierling)

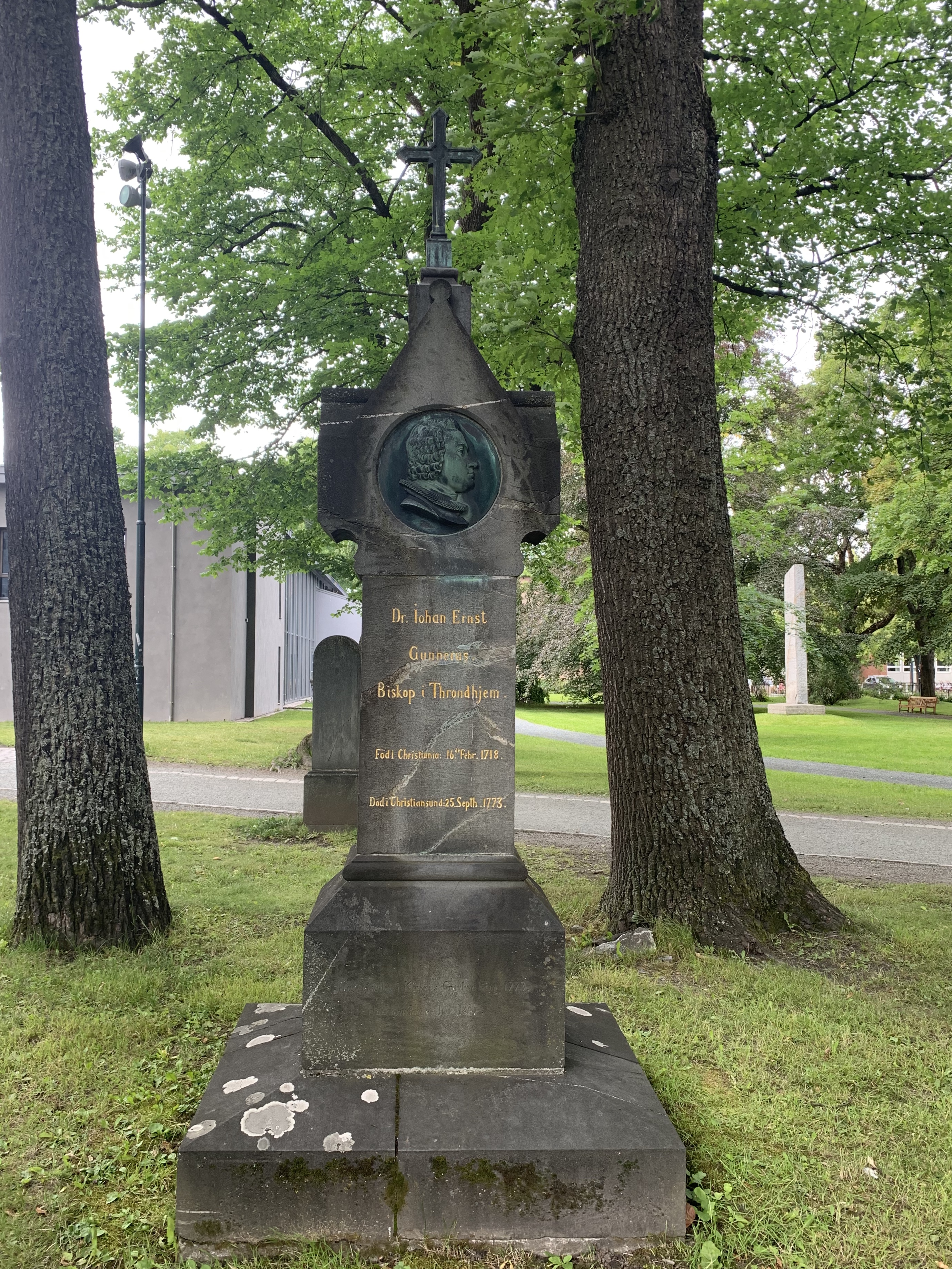
Gunnerus' Denkmal

Johan Ernst Gunnerus (* 26. Februar 1718 in Christiania; † 25. September 1773 in Kristiansund) war ein norwegischer Bischof, Botaniker, Ornithologe, Mykologe und Zoologe. Sein offizielles botanisches Autorenkürzel lautet „Gunnerus“.

## Leben
Gunnerus war Sohn des Stadtphysikus Rasmus Gunnerus und besuchte von 1729 bis 1737 die Domschule von Christiana, danach von 1737 bis 1740 die Universität in Kopenhagen, die er mit dem Baccalaureat abschloss. Im Jahr 1742 reiste er mit einem königlichen Stipendium an die Universitäten in Halle und Jena, wo er einen Magistertitel erwarb. Seine Dissertation legte er 1747 an der Jena zu Natur-Rechtlichen Fragen ab. An der Universität Kopenhagen erhält er 1754 eine außerordentliche Professur für Theologie. Im Jahr darauf wird er zum Vikar ordiniert.
1758 wurde er Bischof des Bistums Nidaros der evangelisch-lutherischen Norwegischen Staatskirche mit Sitz in Trondheim (Nidarosdom) und Professor für Theologie an der Universität Kopenhagen. Das Bistum Nidaros durchstreifte er auf Wanderungen und Visitationsreisen als unermüdlicher naturwissenschaftlicher Sammler. Er beschrieb und benannte zahlreiche Arten als Erster, darunter der Riesenhai (1765 mit der Bezeichnung Squalus maximus) und die Eismöwe (1767 mit der Bezeichnung L.h.huperboreus Gunnerus). 
Zusammen mit den Historikern Gerhard Schøning und Peter Friderich Suhm gründete er 1760 die akademische Gesellschaft Det Trondhiemske Selskab („Die Trondheimer Gesellschaft“) – ein Bildungs- und Wissenschaftsverein. 1767 wurde dieser von der norwegischen Krone der Name Det Kongelige Norske Videnskabers Selskab (DKNVS, „Königliche Norwegische Gesellschaft der Wissenschaften“) verliehen. Mit seinen Leistungen und Auftreten wurde er Hoffnungsträger der damaligen Bestrebungen, in der dänischen Provinz Norwegen eine eigenständige, nicht von der dänischen Hauptstadt Kopenhagen vorbestimmte, Kultur zu schaffen. Gezielt arbeitete er daraufhin, in Trondheim die erste norwegische Universität zu gründen. Doch mit der 1772 erfolgten Enthauptung des reformerischen Grafen Johann Friedrich Struensee (1737–1772) in Kopenhagen endeten diese Hoffnungen abrupt. 
Er starb am 25. September 1773 während einer Visitationsreise in Kristiansund.

## Werk
Gunnerus war der erste Wissenschaftler, der aus der Tatsache, dass Nordlichter von der Sonne verursacht werden, auf die Existenz von Polarlichtern um Mond, Venus und Merkur schloss.
Sein botanisches Hauptwerk ist die zweibändige Flora Norvegica (1766 bzw. 1776), das erste veröffentlichte Pflanzenverzeichnis Norwegens.
Als Zoologe und Ornithologe benannte er verschiedene Vögel und Tiere, darunter 1765 den Riesenhai und in seinen Anmerkungen zu Knud Leems Beskrivelse over Finmarkens lapper 1767 den Grünschenkel.

## Ehrungen
Gunnerus zu Ehren gab Carl von Linné der Pflanzengattung Gunnera aus der Familie Gunneraceae ihren Namen. Nach Gunnerus sind die Gunnerus Bibliothek und die Gunnerus-Medaille der Königlichen Norwegischen Gesellschaft der Wissenschaften sowie ein Forschungsschiff der Technisch-Naturwissenschaftlichen Universität Norwegens benannt.

## Veröffentlichungen (Auswahl)
- Hans opvækkelige Hyrdebrev til det velærværdige, høj- og vellærde Præsteskab i Tronhjems Stift. J. C. Winding, Trondheim 1758 (Faksimile: Trondheim 1997, ISBN 82-7113-075-7; Deutsche Ausgabe: Erwecklicher Hirten-Brief an die Wohlehrwürdige, Hoch- und Wohlgelahrte Priesterschaft im Stifte Druntheim, von dem Verfasser aus dem Dänischen ins Deutsche übersetzt, und mit einigen zur Druntheimischen gelehrten Historie gehörenden Anmerkungen vermehret. Pelt, Trondheim 1758)
- De modis adquirendi ius in re et praesertim dominium secundum principia iuris naturalis. Croeker, Jena 1747 (Dissertation der Universität Jena)
- Tractatus Philosophicus De Libertate Scientifice Adornatus, Cuno, Jena 1747
- Beweis von der Wirklichkeit und Einigkeit Gottes aus der Vernunft, Jena 1748
- Beurtheilung des Beweises der vorherbestimmten Übereinstimmung, Jena und Leipzig 1748
- Dissertatio philosophica, in qua demonstratur praescriptionem non esse iuris naturalis. Schill, Jena 1749 (Dissertation der Universität Jena)
- Vollständige Erklärung des Natur- und Völkerrechts. Nach denen beliebten Grundsätzen des Herrn Hofrath Darjes. In Acht Theilen..., Cröcker, Jena 1752
- Unvolkommene Glückseligkeit dieses Lebens. Trauerrede auf Friedrich Georg Wilhelm Stöber. Jena 1753
- Dissertatio philosophica continens caussam Dei, vulgo theodiceam, ratione originis et permissionis mali in mundo habita, Marggraf, Jena 1754
- Institvtiones Theologiae Dogmaticae. Methodo, Uti Dicitur, Systematica, Inter Alia, Ad Vetustiores Theologos Felicius Intelligendos Conscriptae, Hartungius, Jena 1755
- Ars heuristica intellectualis usibus auditorii adcommodata. Mumme, Leipzig 1756
- Institutiones metaphysicae. Scholis academicis potissimum adcommodatae. Wentzel, Kopenhagen und Leipzig 1757
- Betragtninger over Sielens Udødelighed. Pelt, Kopenhagen 1761 (Digitalisat)
- Flora Norvegica. Observationibus presertim oeconomicis panosque norvegici locupletata. Vingind, Trondheim 1766–1772 (deutsch: Die Flora Norwegens)
- Anmerkungen zu Knud Leem: Beskrivelse over Finmarkens lapper. Deres tungemaal, levemaade og forrige afgudsdyrkelse, oplyst ved mange kaabberstykker. Salikath, Kopenhagen 1767
- Briefwechsel mit Carl von Linné (Ausgabe: Brevveksling 1761-1772, hrsg. von Leiv Amundsen. Universitetsforlag, Trondheim, ISBN 82-00-23078-3)